# Фалек
Фале́к, Пелег (ивр. פֶּלֶג‎, па́лег — рассечение, разделение) — упомянутый в Книге Бытия сын Евера.
При нём было Вавилонское столпотворение и произошло разделение и рассеяние народов, в память этого события он назван Фалеком.
Согласно еврейской Библии, он прожил 239 лет, согласно Септуагинте — 339 лет.
По Библии — отец Рагава, являющегося отцом Серуха.
В Книге Юбилеев упоминается жена Фалека Ломна (из земли Синаар) и сын Рагев. Имя матери — Ацурад.
В Книге Праведного упомянут сын Фалека — Йен, являющийся отцом Серуха.
Мхитар Айриванеци упоминает жену Фалека — Зиypу (Зисару).
От Фалека идёт родовая линия предков патриарха Авраама, родоначальника избранного народа Божия (Быт. 11:16—19, 1 Пар. 1:24—27). Нахор, дед Авраама, был правнуком Фалека (Быт. 11:18—26). Фалек упоминается у евангелиста Луки в родословии Иисуса Христа (Лук. 3:35).